# Dupljane (gmina Negotin)
Dupljane (cyr. Дупљане) – wieś w Serbii, w okręgu borskim, w gminie Negotin. W 2011 roku liczyła 481 mieszkańców.